# 比亚迪夏
比亚迪夏是比亚迪汽车自2024年起生产的插电式混合动力多功能休旅車。该车型以中国传统史学中的第一个朝代夏朝命名，属于比亚迪王朝系列。 
比亚迪夏将采用七座布局，内饰配有三屏布局中控台，后排配备娱乐屏、折叠小桌板、车载冰箱以及前后双天窗等配置，并在B柱上安装扶手。技术方面，该款车型将配有比亚迪第五代插电式混合动力系统，并搭载DiLink150座舱和天神100智驾方案。

## 概述
比亚迪夏于2025年1月8日上市销售。
夏提供八座、七座、六座和四座布局选择，配备DiSus-C减震车身控制系统和比亚迪第五代插电式混合动力系统（型号为DM-i 5.0）。
该车搭载第五代DM插电式混合动力系统，搭配1.5升涡轮增压发动机，在NEDC循环中的评级为5.3 L/100 km（44 mi/U.S. gal），满油箱和满电电池下的综合续航里程为1,060（659英里）。Xia标配5R12V DiPilot 100 高级辅助驾驶系统，带LiDAR和Nvidia Orin-X系统级芯片，全车多达29个传感器，包括高速公路和快速路导航、智能停车辅助、紧急制动等多项驾驶辅助功能，软件功能将于2025年2月逐步发布。
比亚迪已确认计划在欧洲市场销售夏系列汽车。

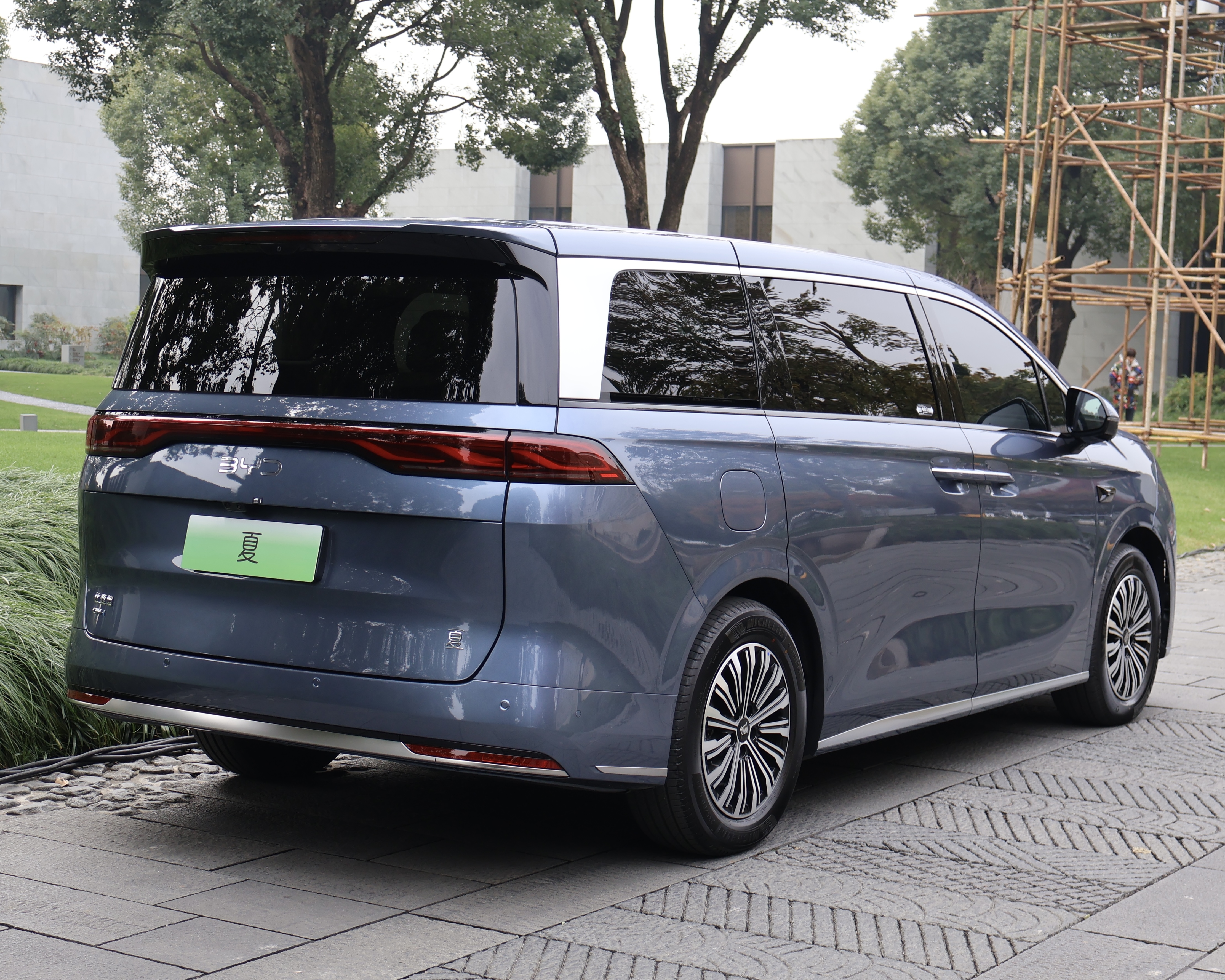
后视图
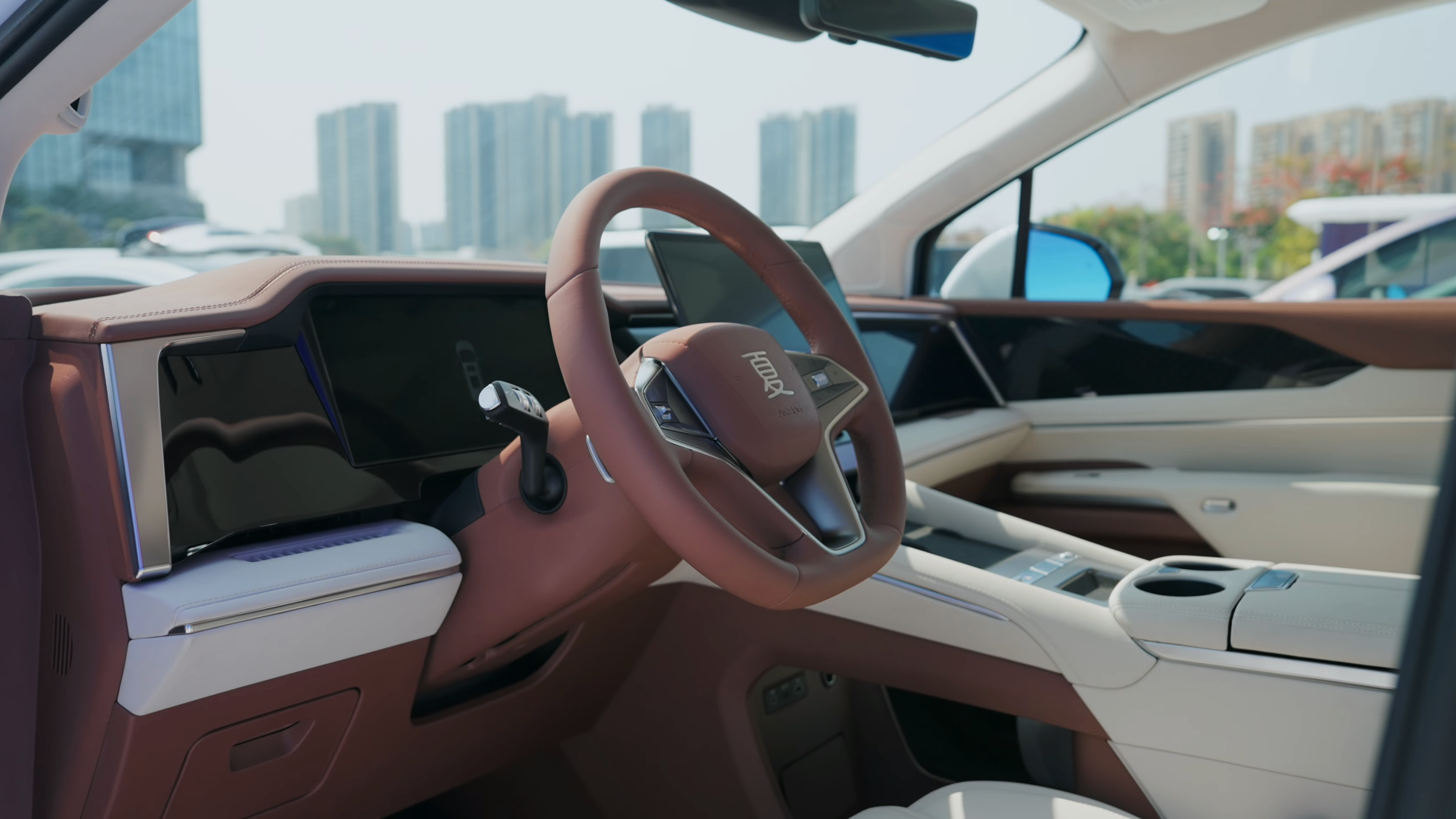
内部

## 销量
2025年1月，比亚迪夏汽车上市首月，交付量达10,003辆。